# Hubby's Toothache
Hubby's Toothache è un cortometraggio muto del 1913 diretto da Wilfrid North su un soggetto di Arthur F. Clark.

## Produzione
Il film fu prodotto dalla Vitagraph Company of America.

## Distribuzione
Distribuito dalla General Film Company, il film - un cortometraggio di 150 metri - uscì nelle sale cinematografiche statunitensi il 17 luglio 1913. Nelle proiezioni, veniva programmato con il sistema dello split reel, accorpato in un'unica bobina con un altro cortometraggio prodotto dalla Vitagraph, la comica Sandy and Shorty Work Together.